# Paolo Giobbe
Paolo Giobbe (né le 10 janvier 1880 à Rome, Italie, et mort le 14 août 1972 à Rome) est un cardinal italien de l'Église catholique du XXe siècle, nommé par le pape Jean XXIII. 

## Biographie
Paolo Giobbe étudie au séminaire pontifical de Rome. Après son ordination il occupe différents postes à la Curie romaine. 
Il est élu archevêque titulaire de Ptolémaïde-en-Thébaïde (de) en 1925 et est consacré le 26 avril 1925 par Pietro Gasparri avec comme co-consécrateurs Tito Trocchi (it) et Alessandro Fontana. Il est envoyé comme nonce apostolique en Colombie (en) et devient internonce apostolique aux Pays-Bas (en)
Le pape Jean XXIII le crée cardinal lors du consistoire du 15 décembre 1958. Il est dataire de 1959 jusqu'à 1968, lorsque le dicastère est supprimé. Il est cardinal-patron de l'Ordre de Malte.

## Succession apostolique
Paolo Giobbe a ordonné les évêques suivants :
- Évêque Luis Adriano Díaz Melo (1927)
- Évêque Miguel Gaspar Monconill y Viladot (de), O.F.M.Cap. (1930)
- Évêque Hipólito Leopoldo Agudelo (de) (1931)
- Cardinal Crisanto Luque Sánchez (1931)
- Évêque Joaquín Bienvenido Alcaide y Bueso, O.F.M.Cap. (1932)
- Archevêque Juan Manuel González Arbeláez (es) (1933)
- Évêque Luis Calixto Leiva Charry (1934)
- Archevêque Diego María Gómez Tamayo (es) (1934)
- Évêque Pablo Alegría Iriarte, O.A.R. (1934)
- Archevêque Johannes Petrus Huibers (nl) (1936)
- Cardinal Bernard Jan Alfrink (1951)
- Évêque José Gabriel Calderón Contreras (es) (1959)